# Platygaster fuscipennis
Platygaster fuscipennis är en stekelart som beskrevs av Fouts 1924. Platygaster fuscipennis ingår i släktet Platygaster och familjen gallmyggesteklar. Inga underarter finns listade i Catalogue of Life.